# Olivier de Kersauson
Pour les autres membres de la famille, voir Famille de Kersauson.
Olivier de Kersauson de Pennendreff, né le 20 juillet 1944 à Bonnétable (Sarthe), est un navigateur, chroniqueur et écrivain français.

## Biographie

### Jeunesse et famille
Olivier de Kersauson naît en juillet 1944, à Bonnetable. Il est le septième d'une famille de huit enfants, nés de Henri de Kersauson (1906-1990) et de Jeanne Buffet (1911-2011).
Il a de mauvais souvenirs de ses études, notamment de sa scolarité chez les jésuites mais il décroche son baccalauréat. Il commence des études de droit.

### Carrière

#### Années 1960
Ancien scout marin, amoureux des grands espaces, Olivier de Kersauson commence à naviguer près de Morlaix puis à La Trinité-sur-Mer (une maison familiale s'y trouve à la Pointe Kerhino) où, adolescent, il barre notamment le Cambronne, voilier de Jean-Marie Le Pen,.
En 1964, il effectue son service militaire au 9e Régiment de chasseurs parachutistes (9e RCP) puis dans la Marine nationale à bord de la goélette Pen Duick III à la demande d'Éric Tabarly qu'il considère par la suite comme son « maître ». Il terminera au grade de quartier-maître. Dès lors, il devient l’un des équipiers favoris de Tabarly, puis même, sera le second à bord de plusieurs Pen Duick, apprécié pour « sa force digne d’Hercule, son engagement et son humour », selon Tabarly.
Il est second d'Éric Tabarly de 1966 à 1974.

#### Années 1970
Il commence ensuite une carrière indépendante. En 1975, son navire Kriter II est victime d'une avarie durant la course Londres-Sydney-Londres.
Il termine quatrième de la première Route du Rhum en 1978.

#### Années 1980
En 1986, il fait construire au chantier CDK son trimaran Poulain,. Avec le Poulain, il se place second du Tour de l’Europe en 1987, remporte plusieurs Grand Prix et bat le record du Tour du Monde en solitaire en 1989.

#### Années 1990

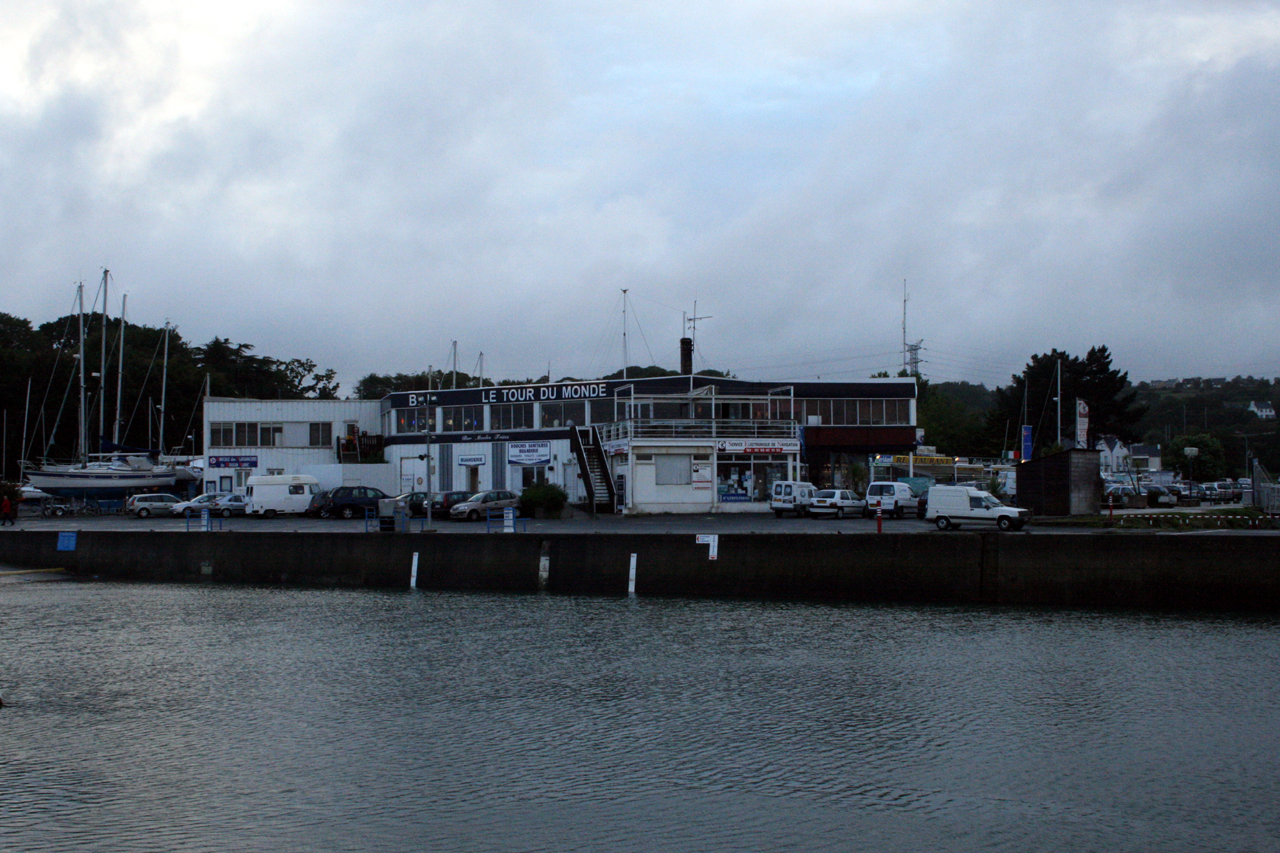
Le restaurant Le Tour du Monde à Brest.

Dès 1992, il se consacre aux records de vitesse autour du monde.
En 1993, il crée avec Fabrice Gieules le restaurant Le Tour du Monde à Brest.
En 1995, il participe à l'émission Osons de Patrick Sébastien sur TF1.
En 1997, Olivier de Kersauson remporte le Trophée Jules Verne à bord de son trimaran Sport-Elec et bat le record en faisant le tour en 71 jours, 14 heures, 22 minutes et 8 secondes.

#### Années 2000
En janvier 2003, Kersauson affirme que le Géronimo a été attaqué par un calamar géant 3 jours après son départ de Brest. La véracité de cette histoire fait débat car les calamars géants vivants à plus de 500 m de profondeur ne sont pas censés survivre à la surface.
En 2004, il remporte le Trophée Jules Verne,.

#### Années 2010
Par un décret du 30 septembre 2022, son élection de membre titulaire à l'Académie de marine dans la section « marine marchande, pêche et plaisance » est approuvée.
Entre septembre 2009 et 2014, il participe régulièrement à l'émission de Laurent Ruquier sur Europe 1, On va s'gêner.
En novembre 2022, il annonce qu'il a été touché par un cancer du poumon en 2018.

### Vie de famille
Olivier de Kersauson porte le titre de vicomte.
Son ancêtre Robert de Kersauson participe à la septième croisade.
Son frère Yves de Kersauson est devenu directeur du Renseignement militaire. Son frère Florent de Kersauson est un homme politique membre du Rassemblement national.
Olivier de Kersauson est veuf de Caroline Piloquet-Verne (1958-2005), avec laquelle il a eu un fils, Arthur né en 1980, lui-même marié avec Clotilde d'Urso, belle-fille du mannequin et designer Inès de La Fressange.
Il se marie civilement à Brest en 2013 et religieusement sur l'atoll de Fakarava en 2014, avec sa compagne polynésienne Sandra, rencontrée dans les Tuamotu,,.

## Prises de position
Il s'exprime parfois dans des interviews, et dans son livre sur sa « philosophie » de vie. Il dit préférer le calme de l'océan au son de la musique, et compare ses excursions maritimes à des « purifications ». Il retourne le plus fréquemment possible en Polynésie française où il a découvert le « monde romancé » qu’il recherchait.

« Ma pensée ne se repose qu'en mer. Je ne fuis pas mes semblables. D'abord pour être honnête, ils ne m'intéressent qu'assez peu pour que je les boude vraiment. »

— Olivier de Kersauson, Ocean's songs

## Records

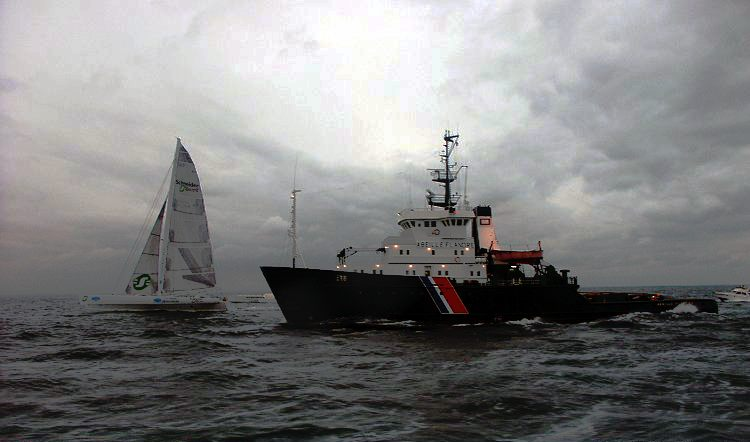
Géronimo, accueilli par lAbeille Flandre à son retour du trophée Jules-Verne en 2004.

- 1989 : record du tour du monde en solitaire en 125 jours, 19 heures, 32 minutes et 33 secondes sur Un autre regard (ex-Poulain), un trimaran de 23 mètres[33].
- 1997 : trophée Jules-Verne en 71 jours, 14 heures et 22 minutes sur Sport-Élec, un trimaran de 27,4 mètres[34].
- 2004 : trophée Jules-Verne en 63 jours, 13 heures et 59 minutes et 46 secondes sur Géronimo[35].
- 2005 :
  - tour de l'Australie, The Challenge, en juillet 2005, 17 jours 12 heures 57 minutes[34].
  - record de la traversée de l'océan Pacifique de Los Angeles à Honolulu en 4 jours 19 heures 31 minutes[36].
- 2006 :
  - record San Francisco-Yokohama à la voile en 14 jours, 22 heures 40 minutes[37].
  - record San Francisco-Yokohama à la voile au retour le 11 juin 2006, 13 jours, 22 heures et 38 minutes[38].
  - Traversée entre Yokohama et Hong Kong en 4 jours 17 heures, 47 minutes et 23 secondes[39].

## Publications
- Charles Bonnay et Olivier de Kersauson, Fidji Fidji, Ed. du Pacifique, coll. « Collection Îles », 1972 (lire en ligne)
- Île de Pâques, avec Bob Putigny, M. Fulco et J.P. Duchêne, éd. du Pacifique, 1973
- Fortune de mer avec Jean Noli, Presses de la Cité, 1979
- Mémoires salées, Le Grand livre du mois, 1985
- Homme libre… toujours tu chériras la mer !, avec Jean Noli, éd. Fixot, 1994 — réédité chez Pocket en 2000  (ISBN 978-2-266-06723-2)
- Dresseurs de métal, avec Dominique Leroux, Henri Brisson et Catherine Cornic, Dialogues éd., 1995
- T'as pas honte ?, avec Georges Wolinski (illustrations), Le Cherche Midi, 1995
- Macho mais accro, avec Georges Wolinski (illustrations), Le Grand livre du mois, 1996
- Vieil Océan, Flammarion, 1990
- Tous les océans du monde : 71j, 14h, 22', 8'', Le Cherche Midi, 1997
- Les Côtes bretonnes vues du ciel avec Paire, éd. Glénat, 1998
- Les Ports du monde, éd. Flammarion, 1999
- Retour au port, éd. Michel Lafon, 2002
- La Bretagne vue de la mer, avec Michel Bellion (illustrations), Le Cherche Midi, 2003
- Ocean's Songs, Le Cherche Midi, 2008
- Bretagne, regards partagés, La Martinière, 2010
- Ocean's Songs Tome 2, Le Cherche Midi, 2012
- La Mer à travers la carte postale ancienne, HC Éditions, 2012
- Le Monde comme il me parle, Paris, Points, coll. « Points Aventure », 2014, 160 p. (ISBN 978-2-7578-4282-9)
- Promenades en bord de mer et Étonnements heureux, Le Cherche midi, 2016
- « La pluie ne mouille que les cons », avec Régis Le Sommier, Paris, Grasset, 198 p., 2016  (ISBN 978-2-246-85188-2)
- De l’urgent, du presque rien et du rien du tout, Paris, Le Cherche midi, 2019, 216 p. (ISBN 978-2-7491-4934-9)
- Veritas tantam - potentiam habet ut non subverti possit (La vérité a une telle puissance qu'elle ne peut être anéantie), Le Cherche midi, 2022 (ISBN 978-2-7491-6260-7)
- Avant que la mémoire s'efface, Le cherche midi, 2024

### Préfaces
- Philippe Monnet : biographie, par Didier Piron, éd. Mango Sport, 2000
- Sur les pas de Jules Verne, Gonzague Saint Bris (auteur), Stéphane Heuet (illustrations), Presses de la Renaissance, 2005
- Route du Rhum : Histoire d'une course de légende, Gilles Pernet (auteur), éd. Pêcheur d'images, 2006
- Capitaine Tempête : Souvenirs d'un capitaine de remorqueur de haute mer et de sauvetage, Jean Bulot (auteur), éd. des Équateurs, 2006
- Un vent de liberté : mémoires, Florence Arthaud (navigatrice), éd. Arthaud, Paris, 2009
- Atlas des îles abandonnées, Judith Schalansky, Flammarion, 2010
- On n'arrête pas la connerie, Jean Yanne, éditions Le Cherche Midi, 2010
- Album Ô filles de l'eau, Nolwenn Leroy, Mercury Universal, 2012

## Distinctions

### Décorations
- Officier de la Légion d'honneur (1997)[40] ; chevalier (1989).
- Officier de l'ordre national du Mérite (1994)[41], nommé directement officier.
- Officier de l'ordre du Mérite maritime (2017)[42] ; chevalier (1989).

### Prix
- Prix André-de-Saint-Sauveur de l'Académie des sports[43],[44] (1989).